# Culture des céréales au Moyen Âge
Cet article présente l'histoire de la culture des céréales au Moyen Âge.

## Moyen Âge

### Réchauffement climatique, entamé en 800, culminant en 1215
Le climat se réchauffant jusqu'au XIIe siècle, la culture du blé a pu remonter vers le nord, en particulier vers les riches terres fertiles de la Beauce, en région parisienne, ou de l'Ukraine, au détriment de l'Afrique du Nord et du reste du bassin méditerranéen.
La phénologie développée par l'historien Emmanuel Le Roy Ladurie par l'analyse, année après année, de la date de maturité des fruits et céréales, puis l'étude par une équipe de chercheurs américains d'un glacier du Groenland en 1966, sur une profondeur de 1 390 mètres, ont permis d'affiner la connaissance de l'évolution climatique au cours des siècles.
De 300 av. J.-C. à 400 apr. J.-C., le climat se réchauffa, facilitant la culture des céréales pour les peuples qui maîtrisaient l'irrigation. Ensuite, jusqu'en 800 apr. J.-C., apparaît une période de refroidissement, suivi d'un réchauffement prononcé entre 800 et 1215, correspondant, vers la fin à la première révolution agricole du Moyen Âge. Cette période plus sèche et plus chaude a joué un rôle déterminant dans le retrait des forêts qui couvraient jusque-là une grande partie du continent européen, selon l'historien des techniques Jean Gimpel. Ce radoucissement a permis de défricher, d'utiliser la charrue, et d'augmenter les rendements céréaliers.

### Révolution agricole desXIe,XIIeetXIIIesiècles
Au cours de la deuxième partie du Moyen Âge, les outils simples ont fait place à du matériel plus perfectionné. La charrue lourde à versoir a remplacé l'araire, à partir du XIe siècle, et a permis de réaliser des semis plus réguliers, en retournant la terre, en particulier les terres riches et grasses de l'Europe du Nord. Elle était connue des Chinois mais pas des Romains et ne rencontra qu'un développement progressif en Europe du Sud, où la terre est plus sèche.
Le corps de charrue proprement dit est précédé d'un coutre découpant verticalement le sol. Il comprend un soc soulevant le sol et tranchant les racines, un versoir recourbé qui rejette la terre sur le côté. L'ameublissement du sol est complété par le hersage avant et/ou après le semis alors effectué à la main. La faucille est souvent remplacée par la faux à la fin du Moyen Âge.
Tirées par des animaux plus puissants éventuellement ferrés et recevant de l'avoine, les charrues permettent de travailler des terres beaucoup plus lourdes et souvent plus fertiles que dans l'Antiquité. Les travaux de Richard Lefebvre des Noëttes (La Force animale à travers les âges, 1924) sur la médiocrité des attelages antiques par rapport au collier d'épaule ont été largement utilisés pour expliquer l'importance de l'esclavage dans l'Antiquité et justifier le terme de révolution agricole du Moyen Âge. Ces travaux sont aujourd'hui contestés.
La traction hippique a permis d'augmenter les rendements agricoles car, même si les deux animaux ont la même force de traction, le cheval peut travailler deux heures de plus et avancer à une vitesse supérieure de 50 %, soit 1,10 mètre par seconde en moyenne contre 0,73 mètre par seconde pour le bœuf. En France, notamment dans le Sud-Est, les bœufs furent utilisés encore longtemps, sans doute parce qu'il est difficile d'obtenir une bonne récolte d'avoine sur les sols secs et légers du midi, a cependant tempéré l'historien Jean Gimpel. Par ailleurs, le recours au cheval aboutit à une augmentation de la taille des exploitations agricoles, plus grandes et plus rentables, sur des exploitations à champs ouverts.
Un peu partout, on constate aussi la culture de formes de blé plus rustiques et moins nutritives, qui vont être régulièrement croisées et améliorées progressivement, comme l'épeautre. Au XIIe siècle, Hildegarde de Bingen consacre un chapitre de son important traité sur la physique à l'épeautre, appelé aussi « blé des Gaulois », qu'elle appelle « le meilleur des grains » et qu'elle trouve plus doux que les autres. Proche du blé, mais avec un grain qui reste couvert de sa balle lors de la récolte, l'épeautre n'offre pas les mêmes rendements.

### La Grande-Beauce des abbayes, de 1130 à 1230
Les riches terres de la Beauce, issues de l’assèchement d’un grand lac d'àge éocène-miocène qui laissa place à des séries sédimentaires calcaires recouvertes d'un limon fertile (lœss du Würm) peuvent être valorisées grâce à la révolution agricole du Moyen-Âge. À partir du Xe siècle, ces terres fertiles connaissent un défrichement énergique et une forte poussée démographique. Le chapitre de Chartres et les abbayes gèrent d’immenses domaines sur lesquels vient se fixer une population importante.
Le capital foncier des abbayes urbaines est redistribué à des établissements dépendants (prieurés) qui s'enrichissent à leur tour. La conquête de la périphérie du plateau entre 1130 et 1230 se fait sous forme de contrats de paréage : un seigneur laïc qui a des terres s'adresse à une abbaye urbaine à laquelle il propose de partager des terres. Elle en recevra la moitié, il gardera l'autre, l'abbaye se chargeant en échange de la mise en valeur du sol.

### Le seigle permet de cultiver en montagne
Le seigle apparaît dans l'histoire des céréales plus tard que le blé, il peut être cultivé dans des régions froides et dans des terres pauvres. Au Moyen Âge, il a été beaucoup plus répandu en Europe qu'aujourd'hui. En Suisse, le seigle est cultivé dans les vallées de montagne à 1 400 m d’altitude, en Valais et dans la vallée de la Reuss. Le seigle résiste au gel jusqu’à −25 °C. Les vallées bien ensoleillées et bien irriguées des Alpes du Sud, en particulier le Queyras et autres vallées du Dauphiné voient des cultures de seigle à plus de 2 000 mètres d'altitude, grâce à des systèmes de canaux dérivant l'eau des torrents, dont les plus anciens remontent au XIIIe siècle.
Cette agriculture de montagne, sur des terrasses ou des pentes assez fortes, est favorisée par une répartition des travaux exigeante, à l'échelle de la commune, qui est organisée sous la surveillance de consuls, ou procureurs, élus tous les ans, en particulier dans la république des Escartons, ensemble de territoires montagnards à cheval sur l'actuelle frontière franco-italienne.
Le seigle a aussi été largement cultivé au Moyen Âge en Europe centrale et orientale et il a été la principale céréale panifiable dans la plupart des régions à l'est de la frontière franco-allemande et au nord de la Hongrie. L'agriculture de montagne, plus diversifiée qu'en plaine vise l'autonomie, parfois même l'autarcie, lors des conflits religieux qui marquent la fin du Moyen Âge et la Renaissance.

### Riz au Moyen Âge en Espagne et dans le Milanais
Le riz est utilisé et cultivé dans certaines abbayes au Moyen Âge, pour ses propriétés médicinales. Il apparait en 1390 la région de Milan, en Italie, puis est mentionné dès 1393 en France, dans le Ménagier de Paris, mais c'est encore un produit d'importation. Ce sont les musulmans qui l'introduisent en al-Andalus (péninsule Ibérique).
Les Arabes le répandent d'abord en Égypte, puis aux alentours du Xe siècle, ils l’étendent sur les côtes orientales de l’Afrique et à Madagascar. Enfin, les Maures introduisent le riz en Afrique du Nord, puis en Espagne vers le XIe siècle; il apparaît en 1468 en Italie. Des rizières y sont remarquées en 1475. L'hydrologie des nombreux affluents du Pô, qui descendent des Alpes est souvent tulmutueuse et il faut un travail de canalisation pour réguler les inondations, défi auquel s'attaque dès 1482, le jeune Léonard de Vinci. De la Lombardie, la culture du riz se diffuse dans certaines régions marécageuses de la plaine du Pô, puis dans la plaine de Salerne, en Calabre et en Sicile. Si l'eau stagne, elle offre un milieu idéal pour la prolifération d'insectes vivant dans les marécages, Il faut la faire circuler lentement pour permettre la riziculture mais aussi jusqu'à quatre coupes de foin par an.
En France, d'autres tentatives de cultures seront réalisées beaucoup plus tard, au XVIIe siècle, mais ce n'est que dans la seconde moitié du XXe siècle que cette culture se développe, parallèlement à l'aménagement du delta du Rhône.

### Portugais diffusant la riziculture en Afrique
Les Portugais diffusent la riziculture en Afrique occidentale même si certains littoraux connaissent un autre riz venu du Soudan. La riziculture de Madagascar se développe et au siècle suivant les colons anglais de Caroline et de Virginie mettent en esclavage des Malgaches sachant cultiver le riz .